# Waimahaka
Waimahaka est une localité de la région du Southland, située dans l’Île du Sud de la Nouvelle-Zélande .

## Situation
Elle est localisée dans une zone rurale, à l’intérieur de terres par rapport à la baie de Tortoes. 
À proximité, les villages comprennent Pine Bush et Titiroa vers le nord-ouest, Fortification et la ville de Te Peka vers l’est, les villages de Pukewao et Tokanui vers le sus-ouest, et Fortrose sur la côte au sud.

## Accès
Le 18 juin 1899, une extension de la branche de Seaward Bush (en) fut ouverte à partir de la ville de Gorge Road en direction de Waimahaka. 
L’ embranchement du chemin de fer reliait la ville de Waimahaka avec la cité d’Invercargill, et un dépôt de locomotives avec une plaque tournante et une halle à marchandises furent établis au niveau de la gare de Waimahaka .
L’ouverture de la ligne de chemin de fer permit à la ville de Waimahaka de se développer aux dépens de celle de Fortrose, dans la mesure où le rail permettait des transports plus rapides vers la cité de Invercargill que les vaisseaux, qui accostaient dans le petit port de Fortrose .
Le 20 décembre 1911, le chemin de fer fut étendu vers la ville de Tokanui et l’installation de stockage des machines située à Waimahaka fut transférée là-bas .
Les passagers et le fret furent transportés ensemble dans des trains mixtes (en) qui circulaient chaque jour vers et à partir de la cité d’Invercargill. 
En 1951, ces trains mixtes furent interrompus et ne circulèrent plus qu’une fois par semaine, principalement au bénéfice des familles des employés du Département des chemins de fer (en), qui vivaient dans le secteur; les trains de marchandises seuls fonctionnaient les autres jours.
Le 1er juin 1960, le service des passagers fut complètement interrompu et les trains passant à travers la ville de Waimahaka accueillirent seulement le fret jusqu’à ce que la ligne soit officiellement fermée le 31 mars 1966, quand le niveau du fret fut devenu non profitable pendant une année.
La plateforme de la station et le quai de chargement restent identifiables, et le hangar de stockage des marchandises a été restauré pour d’autres usages. Certains des éléments du ballast de la ligne peuvent toujours être vus dans les environs de la ville de Waimahaka.

## Éducation
Waimahaka a une petite école primaire, nommée Waimahaka School, qui avait seize élèves à son effectif en 2007 .
L’école est bien équipée avec un cours de netball, un terrain de rugby et une piscine couverte, chauffée avec des panneaux solaires. La bibliothèque est étendue possédant environ plus de 3 000 livres.
La salle de classe a un tableau blanc interactif et un ordinateur pour chaque enfant.
L’école a un accès internet sans fil à haute vitesse.
L’ERO l’a visité récemment et donné un bon rapport sur l’école octobre 2018.